# Винаги
„Винаги“ романтична драма, режисирана от Стивън Спилбърг и с участието на Ричард Драйфус, Холи Хънтър и Джон Гудман. Този филм е и последното участие на Одри Хепбърн.
„Винаги“ е римейк на филма от 1943 година „Човек на име Джо“. Сюжетът е същият: духът на загинал пилот наставлява нов пилот, докато го наблюдава как се влюбва в старата му приятелка.